# Robert Lentz (architect)

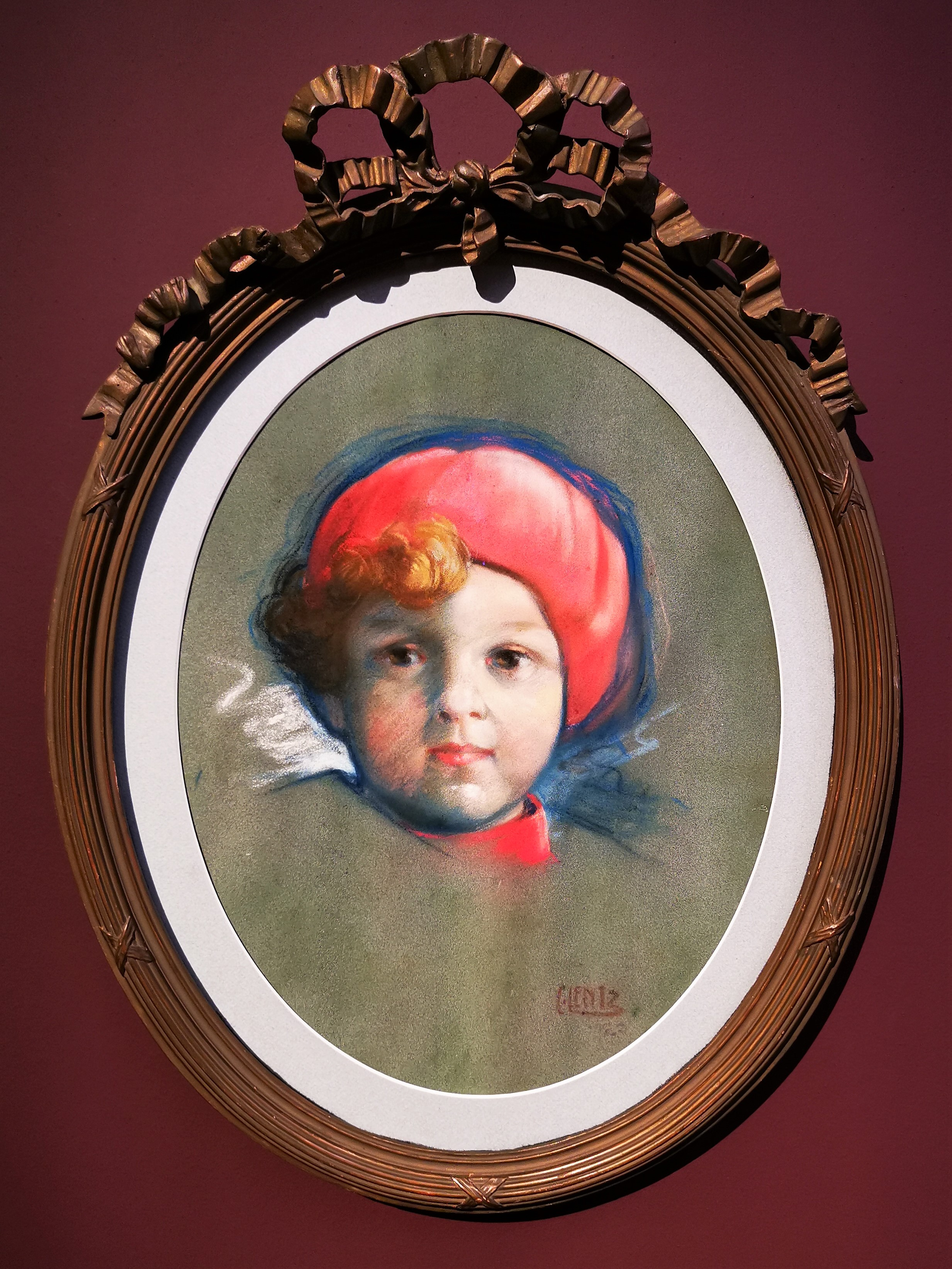
Robert Lentz, op jonge leeftijd geportretteerd door zijn vader.

Robert Heinrich Johann Nikolaus Lentz (Hollerich, 3 juni 1918 – El Médano, 18 december 1970) was een Luxemburgs architect.

## Leven en werk
Robert Lentz werd geboren in de toenmalige gemeente Hollerich als de zoon van schilder Corneille Lentz en Marguerite Schoenberg, en oomzegger van de architect Jean Schoenberg. Hij studeerde aan de École nationale supérieure des beaux-arts (1938-1940) in Parijs en vervolgens aan de kunstacademie Düsseldorf. Na de Tweede Wereldoorlog was hij betrokken bij de wederopbouw in Luxemburg.
De architect was vicevoorzitter van de Association des Ingénieurs et Industriels, vanaf 1965 voorzitter van de Ordre des architectes en werd in 1969 voorzitter van de kunstenaarsvereniging Cercle Artistique de Luxembourg. In 1969 werd hij gemeenteraadslid in Luxemburg.
Robert Lentz overleed op 52-jarige leeftijd, tijdens een vakantie op Tenerife, aan de gevolgen na een hartaanval. Hij werd begraven in Vilaflor.

## Enkele werken
- 1950 Cité ouvrière Eugène Reichling in Esch-sur-Alzette, met Jemp Michels.[5]
- 1958 Cinéma Cité, Rue Génistre, Luxemburg-Stad.[6]
- 1962-1966 Centre Commercial Louvigny, samen met Jean Deitz.[7]
- 1966 Robert Schuman-monument,  Boulevard Robert Schuman, Luxemburg-Stad.[8]
- 1966 Gebouw voor de coöperatie Ebénistes Réunis (EBECO) in Helfenterbrück (Bertrange).
- Philips-gebouw, Boulevard de la Foir, Luxemburg-Stad.

## Onderscheidingen
- 1966 Grande medaille d'argent van de Société des Architectes diplômés par le Gouvernement (français)